# Matthias Claus Angermeyer
Matthias Claus Angermeyer (* 14. August 1941 in Nürnberg) ist ein deutscher Mediziner, Hochschullehrer und Mitbegründer des Vereins Irrsinnig Menschlich.

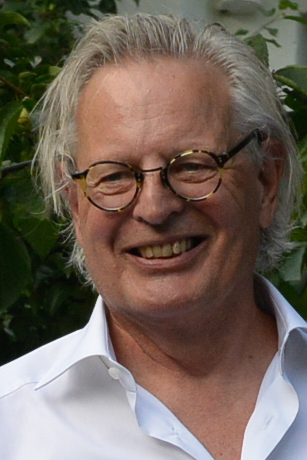
Matthias Claus Angermeyer, deutscher Psychiater (geb. 1941). Portraitfoto von 2016

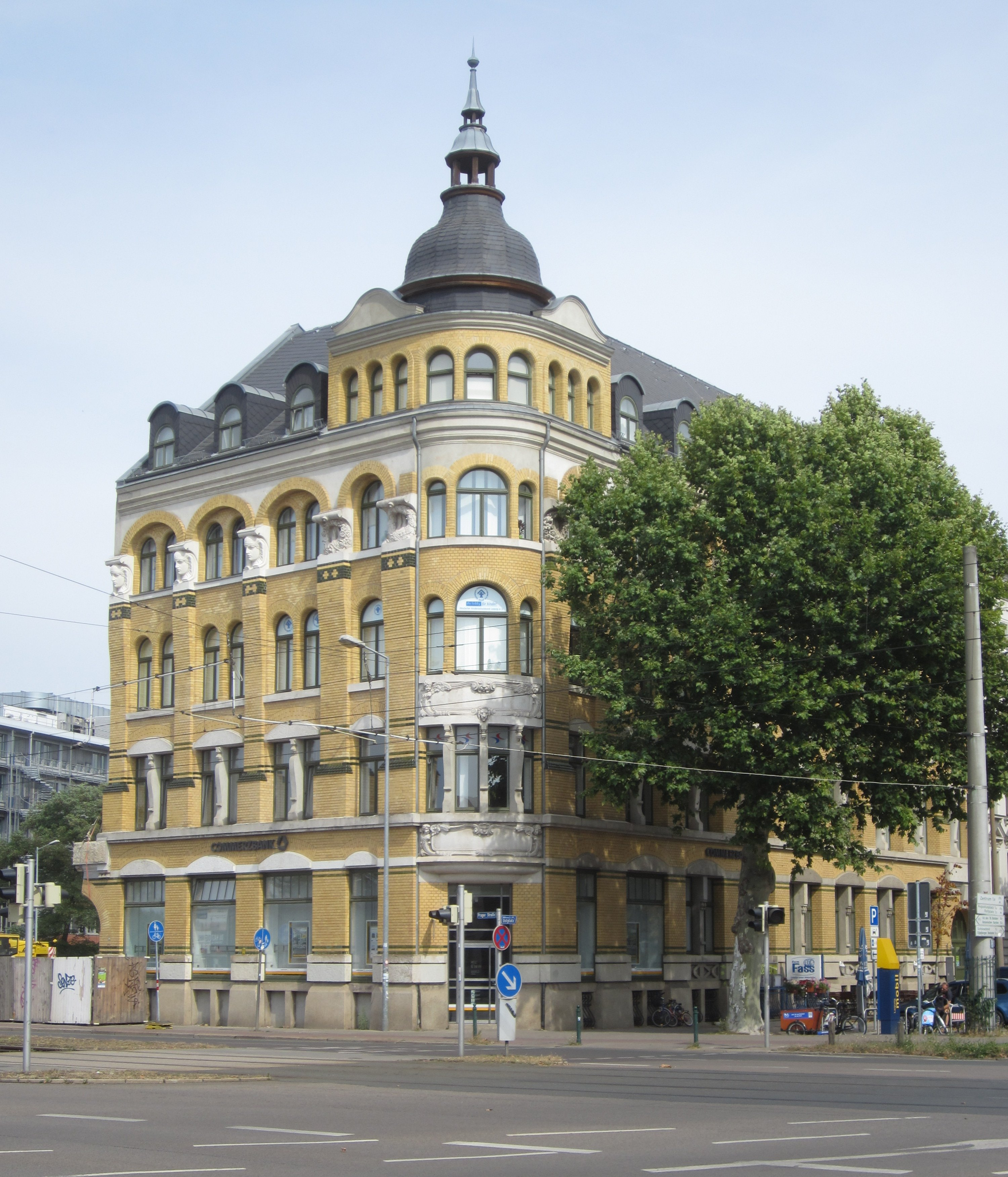
In diesem ehemaligen Gebäude des Verlages Velhagen & Klasing in der Johannisallee 20 befand sich ab 1996 die Tagesklinik und die Forschungsabteilung, ab 2004 auch die Ambulanz der Klinik und Poliklinik für Psychiatrie der Leipziger Universität.

## Leben
Matthias Claus Angermeyer wurde am 14. August 1941 in Nürnberg geboren. Ab 1960 studierte er Medizin und Soziologie an den Universitäten Würzburg, Düsseldorf, Bern, Caen sowie Frankfurt am Main. 1967 promovierte er zum Doktor der Medizin. Während seiner Medizinalassistentenzeit war er ein Jahr an der Mission Chirurgical de la Republique d’Allemagne en Algérie in Annaba (Algerien) tätig.
1970 arbeitete er als Assistenzarzt für Neurologie an einem Frankfurter Krankenhaus. Die Ausbildung zum Psychiater begann er 1971 am Queen’s Medical Center in Honolulu und setzte diese ein Jahr später an der Psychiatrischen Klinik der Medizinischen Hochschule Hannover bei Karl Peter Kisker fort. 1978 wechselte er an der gleichen Hochschule an das Institut für Epidemiologie und Sozialmedizin, das unter der Leitung von Manfred Pflanz stand und nach dessen Tod 1980 von dem Medizinsoziologen Johann Jürgen Rohde kommissarisch weitergeleitet wurde. 1981 habilitierte Angermeyer sich für Psychiatrie und Psychiatrische Soziologie über Interaktionsstile in Familien mit schizophren Erkrankten. Ebenfalls 1981 schloss er seine Ausbildung zum Psychoanalytiker am Psychotherapeutischen Institut in Hannover ab. 1982 wechselte er an die Columbia University in New York zu dem Sozialepidemiologen Bruce Dohrenwend. Nach seiner Rückkehr aus den USA wurde er 1984 Professor an der Psychiatrischen Universitätsklinik Hamburg-Eppendorf.  Von 1987 bis 1995 hatte er die Leitung der Abteilung für Psychiatrische Soziologie am Zentralinstitut für Seelische Gesundheit in Mannheim inne. Im selben Zeitraum war er auch als Professor für Psychiatrie an der Universität Heidelberg tätig.
Nach einer 3-monatigen Gastprofessur an der Mailman School of Public Health der Columbia University 1995 folgte er noch im selben Jahr einem Ruf auf den Lehrstuhl für Psychiatrie an der Universität Leipzig und leitete die Psychiatrische Universitätsklinik bis zum Jahr 2006. Nach seiner Emeritierung übersiedelte Angermeyer nach Österreich und gründete dort 2007 ein Center for Public Mental Health. Von 2009 bis 2018 war er Gastprofessor an der Universität Cagliari in Italien.

## Wirken
Unter Angermeyers Leitung entwickelte sich die Leipziger Klinik zu einem international wahrgenommenen Zentrum für sozialwissenschaftliche Forschung in der Psychiatrie, das gemessen an der Publikationsaktivität im deutschen Sprachraum führend war. An diesem arbeiteten Psychiater, Psychologen, Soziologen, Ökonomen, Kulturwissenschaftler und Historiker disziplinübergreifend zusammen. Um dieses Profil weiter zu schärfen, setzte er sich für die Etablierung einer Professur für Public Health sowie einer Professur für Gesundheitsökonomie ein, die 1999 und 2004 besetzt werden konnten. Solcherart, an eine psychiatrische Klinik angeschlossene Professuren existierten damals nur in Leipzig.
Unter dem Eindruck der reichen Geschichte der Leipziger Universitätspsychiatrie (z. B. war in Leipzig 1811 die weltweit erste Professur für Psychiatrie für Johann Christian August Heinroth eingerichtet worden) initiierte Angermeyer 1996 ebenfalls die Gründung eines Archivs für Leipziger Psychiatriegeschichte.
In der Klinik konnte Angermeyer an die bereits von seinem Vorgänger Klaus Weise begründete sozialpsychiatrische Tradition anknüpfen. Er sicherte den Fortbestand der von diesem eingeführten Sektorisierung der psychiatrischen Versorgung, d. h. nach der sich eine jede Einrichtung zur psychiatrischen Vollversorgung der Bevölkerung einer definierten Region verpflichtet, in der Stadt Leipzig. Neue Akzente setzte er durch die Neuorientierung der Tagesklinik, die jetzt vermehrt an die Stelle einer vollstationären Behandlung trat und nicht wie früher als Nachsorgeeinrichtung fungierte. Außerdem baute Angermeyer den ambulanten Bereich aus und etablierte verschiedene Spezialambulanzen. Wichtig war ihm, dass die komplette psychotherapeutische Weiterbildung für den Facharzt für Psychiatrie und Psychotherapie hausintern angeboten wurde. Auf seine Initiative hin wurde die Klinik 1998 Mitglied des vom Regionalbüro Europa der WHO ins Leben gerufenen Netzwerks Gesundheitsfördernder Krankenhäuser, 2002 wurde sie in die WHO Task Force of Health Promoting Mental Health Services aufgenommen.
Durch seine Ausbildung und Karriere verbindet Angermeyer Medizin bzw. Psychiatrie und Sozialwissenschaften. Seine wissenschaftlichen Schwerpunkte sind die psychiatrische Epidemiologie und die psychiatrische Einstellungsforschung. Er beobachtete als Erster, dass die Institutionskarriere (d. h. die Inanspruchnahme psychiatrischer Einrichtungen) schizophren erkrankter Frauen günstiger verläuft als die von Männern, und stieß damit eine rege Forschungstätigkeit zu Geschlechtsunterschieden bei der Schizophrenie an. 1996 initiierte er eine bevölkerungsbezogene Kohortenstudie zur Inzidenz, Prävalenz und zum Verlauf dementieller und depressiver Erkrankungen im Alter (LEILA 75+), die als Muster für spätere epidemiologische Studien zu gerontopsychiatrischen Fragestellungen diente. Darüber hinaus war Angermeyer beteiligt an internationalen epidemiologischen Projekten, so der European Schizophrenia Cohort (EuroSC) Study, der European Study of the Epidemiology of Mental Disorders (ESEMeD MHEDEA 2000) und der WHO World Mental Health (WMH) Survey Initiative.
Noch während seiner Zeit in Mannheim legte Angermeyer den Grundstein für eine später als eigene Schule verstandene »Leipzig School of Stigma Research«, Mit Erhebungen in der deutschen Bevölkerung im Jahr 1990 und 2001 führte er die weltweit erste vignetten-basierte Trendstudie zur Einstellung der Bevölkerung zu psychischer Krankheit durch. Diese Studie zeigte, dass es innerhalb des untersuchten Zeitraums zwar zu einer stärkeren Verbreitung biologischer Vorstellungen und einer größeren Akzeptanz psychiatrischer Behandlungsangebote gekommen war, damit aber nicht eine positivere Einstellung zu psychisch Kranken einherging. 2011 folgte eine dritte Bevölkerungserhebung eine vierte ist für 2020 in Vorbereitung. Eine solche Langzeitstudie bietet die Gelegenheit, die Entwicklung der sozialen Repräsentationen psychischer Krankheit über einen Zeitraum von 30 Jahren im Detail zu studieren. Mittels einer Serie von Bevölkerungserhebungen Anfang der 1990er-Jahre konnte Angermeyer den Einfluss der Berichterstattung über Gewalttaten psychisch Kranker auf die Einstellung der Bevölkerung empirisch belegen. Anhand von Umfragen in anderen Ländern (Frankreich, Italien, Russland, Slowakei, Tunesien, Mongolei) untersuchte er transkulturelle Variationen von Überzeugungssystemen und Einstellungsmustern zu psychischer Krankheit.
Angermeyer engagierte sich auch praktisch für die Entstigmatisierung psychisch Kranker und gründete im Jahr 2000 zusammen mit Manuela Richter-Werling den Verein „Irrsinnig Menschlich“, der sich für größere Offenheit gegenüber dem Thema seelische Gesundheit engagiert.
Auch nach seiner Emeritierung blieb Angermeyer wissenschaftlich aktiv, u. a. war er von 2009 bis 2010 als Professor für Psychiatrie an der Universität Cagliari in Italien tätig. Angermeyer zählt zu den weltweit am häufigsten zitierten Wissenschaftlern im Bereich Psychiatrie und Psychologie.

## Auszeichnungen
- 2005 Hermann-Simon-Preis[30]
- 2021 Salomon-Neumann-Medaille[31]

Weiterhin wurde der von ihm mitgegründete Verein Irrsinnig Menschlich mehrfach ausgezeichnet.